# Тілогосподнє
«Тілогосподнє», або Годбаді (англ. Godbody) — науково-фантастичний роман американського письменника Теодора Стерджона, виданий посмертно у 1986 році. Передмову «Агапе та Ерос: Мистецтво Теодора Стерджона» написав Роберт Гайнлайн, а післямову — Стівен Р. Дональдсон.

## Стислий сюжет
Сюжет розгортається навколо приїзду людини на ім'я Тілогосподнє в маленьке містечко в Новій Англії та показує, як його приїзд змінює життя мешканців цього містечка. Багато жителів знаходять своє щастя, але Тілогосподнє застрелив оглядач пліток міської газети, який намагався нав'язати свої погляди на мораль та на містян. Проте Тілогосподнє воскресає й починає заохочувати громадян любити один одного, після чого безслідно зникає.

## Відгуки та значення роману
Альгіс Будріс написав роману неоднозначну рецензію в своїй колонці рецензій у журналі «Фентезі & Сайнс фікшн» зазначив, що декілька сцен є «майже не закінченими копія», але зробив висновок, що «вочевидь, запланований ефект має право на життя».
Письменник-фантаст та редактор Бен Бова, оглядач «Лос-Анджелес Таймс», назвав «Тілогосподнє» «гарним першим проектом», але, як і Будріс, зазначав, що нездатність Стерджона повністю закінчити роман до смерті означала, що він повністю так і не розкрив потенціал роману.
Джон Клют в «Енциклопедії наукової фантастики» стверджує, що «Тілогосподнє» «злегка повторює» тему трансцендентності ранніх творів Стерджона.

## Відзнаки
Роман «Тілогосподнє» був висунутий у 1987 році на премію «Локус» за найкращий фентезійний роман, проте в підсумку посів 4 місце.